# スル県
スル県(Sourou Province)は、ブルキナファソのブクル・デュ・ムウン地方の県。
県都はトゥガン。
2013年の人口は21万9826人で、面積は5765km2である。

## 下位行政区画

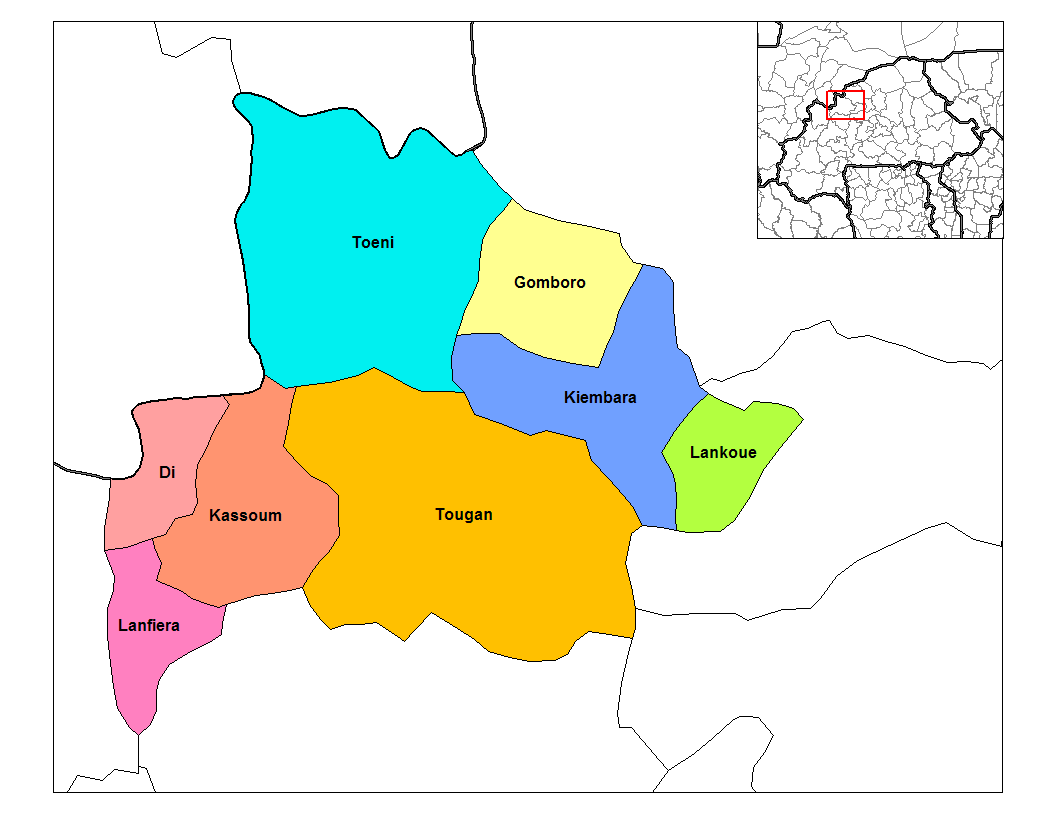
スル県の郡

スル県にはトゥガン、ディ、ゴンボロ、カスム、キエンバラ、ランフィエラ、ランコエ、トエニの8つの郡がおかれている。

## 隣接する県
- モプティ州 バンカス圏
- モプティ州 コロ圏
- ヤテンガ県
- ゾンドマ県
- ナヤラ県
- コッシ県